# Courthézon
Courthézon é uma comuna francesa na região administrativa da Provença-Alpes-Costa Azul, no departamento de Vaucluse. Estende-se por uma área de 32,78 km². Em 2010 a comuna tinha 5 795 habitantes (densidade: 176,8 hab./km²).